# Київський пивзавод № 1

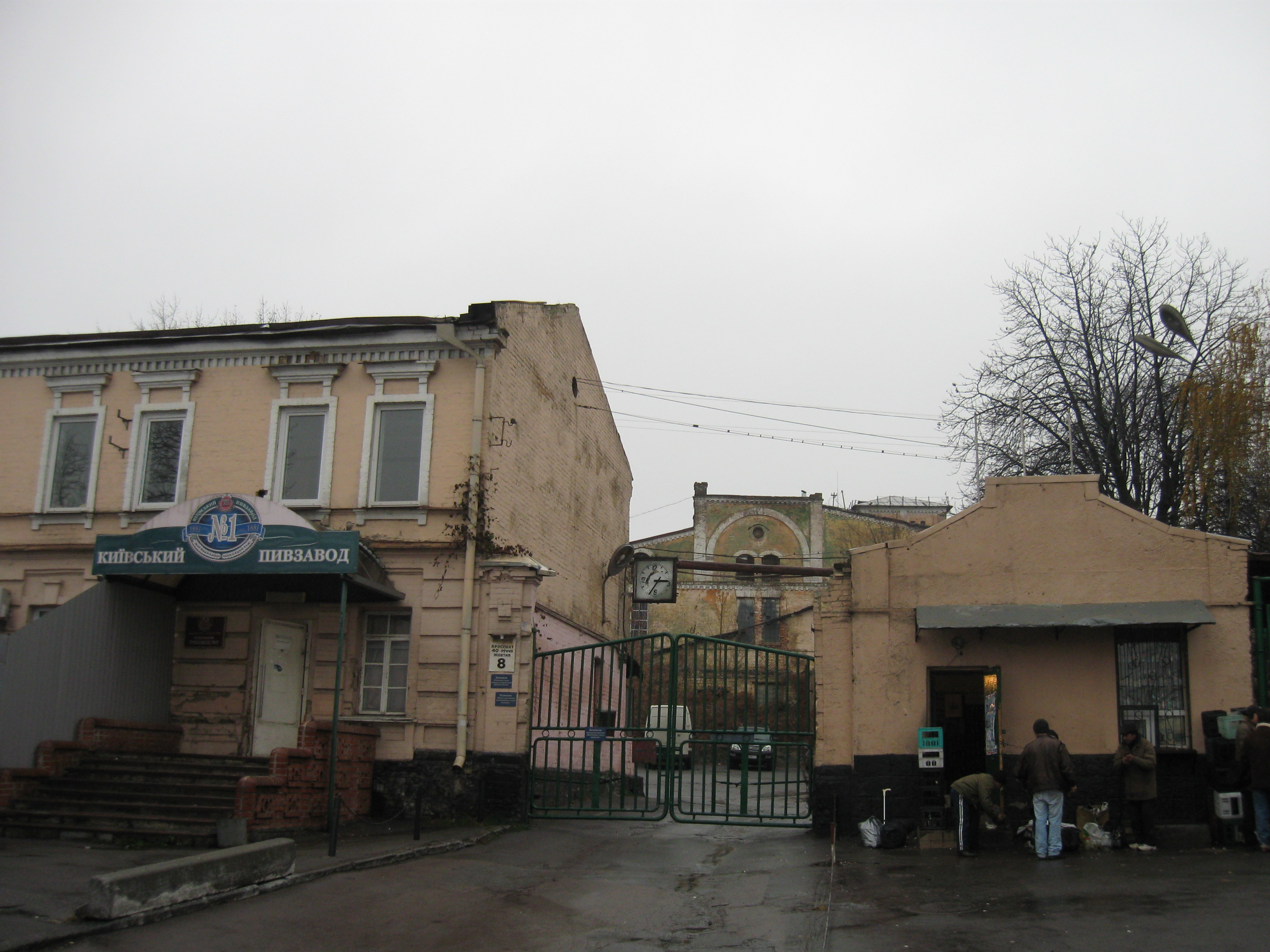
Київський пивзавод № 1, сучасний вигляд (листопад 2009 року).

ЗАТ «Київський пивзавод № 1» — колишнє підприємство харчової промисловості України, що працювало у галузі броварства. Розташовувалося у Голосіївському районі Києва поблизу Деміївської площі. Фактично припинило випуск продукції 2003 року, восени 2009 року визнане банкрутом.

## Історія
Створення броварні пов'язують з ім'ям німецького підприємця Карла Генриха Шульца, який фінансував будівництво у Києві броварень, що 1886 року були об'єднані під назвою Пивзавод Карла Шульца. Роком започаткування ж безпосередньо Пивзаводу № 1 прийнято вважати 1881.
Однак коріння цього підприємства сягають більш давніх часів. Віталій Ковалинський на підставі архівних документів виявив, що пивоварня тут існувала вже 1823 року, а ймовірно, могла виникнути ще близько 1811 року. 

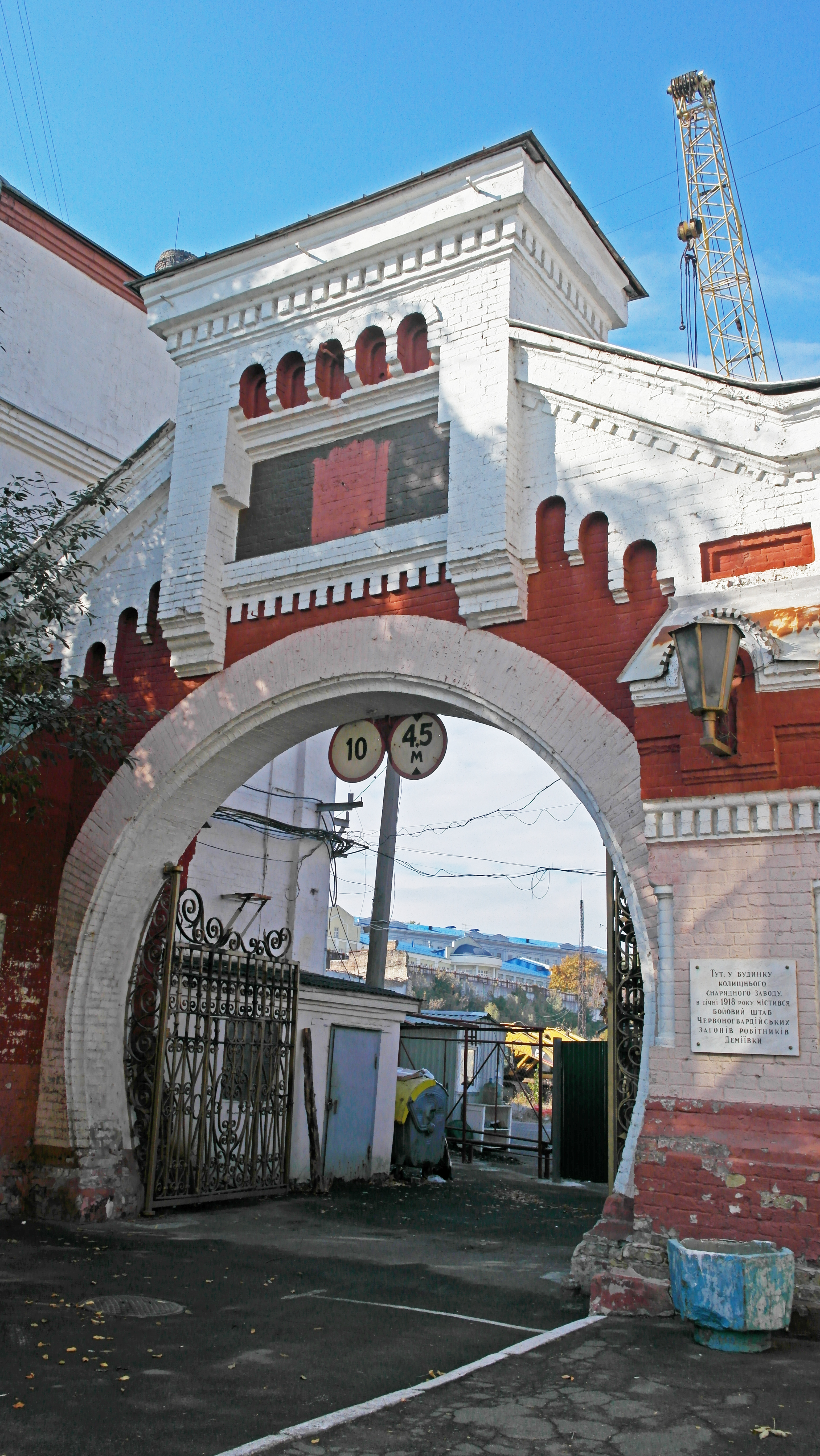
Вхід в Пивзавод Й. Шульца, Київ, проспект Голосіївський, 8

Дата 1823 рік відома у зв'язку із купівлею у березні 1823 року полковником Йосипом Понятовським у Филипа Касселя за 10 тисяч рублів садиби із будинком та пивоварним заводом. Перша ж дата пов'язана із купцем Кірпічніковим, який фігурував як власник садиби у документах 1809 року. Після смерті купця 1811 року до 1812 року садиба належала його синам, а згодом ще деківлька разів змінювала власника. Коли 1839 року опитували деміївських селян, вони показали, що «...скільки пам'ятають та чули від старих людей, завод цей завжди був у володінні різних осіб...» — тож є підстави вважати, що пивоварня справді могла функціонувати вже у 1809-1811 роках.
Шульци володіли броварнею із 1865 року, коли Йоган-Генріх Шульц, батько Карла-Генріха, орендував завод і суттєво переобладнавши, запустив із 1 серпня 1866 року. 
Карл-Генріх Шульц залишався власником заводу до грудня 1914 року, коли підприємство було секвестроване — оскільки всім німцям у зв'язку із війною було заборонено користуватись своєю власністю. У червні 1915 року завод перейшов в управління до швейцарського громадянина Вюрглера та міщанина Романенкова. Потім заводом керував управляючий цукрово-рафінадного заводу Журик, зрештою завод перейшов у розпорядження Києво-Подільського управління землеробства та державного майна.
Оскільки на час війни діяв «сухий закон», завод виготовляв безалкогольні напої.
З приходом радянської влади підприємство було націоналізоване та отримало «номерну» назву «Київський пивзавод № 1» (у цей же період назву «Київський пивзавод № 2» було надано Пивзаводу на Подолі, а «Київським пивзаводом № 3» стало збудоване 1980 року підприємство, наразі відоме як ЗАТ «Оболонь»). У період НЕПу перебувало у оренді М.Цукерманом. Пивзавод єдиний серед пивоварних заводів міста безперервно працював, навіть за часів німецької окупації. Входило до Київського пивоб'єднання Укрпивопрому. 1990 року усі пивоварні заводи Києва були переведені на орендну форму власності, пивзавод № 1 став обокремленою майновою одиницею колективного орендного підприємства «Оболонь». 1993 року пивзавод було приватизовано зі створенням акціонерного товариства.
За радянських часів саме 1-й пивзавод постачав пиво  для вищого керівництва УРСР та СРСР.
2000 року контроль над підриємством отримали структури фінансово-промислової групи System Capital Management українського мільярдера Ріната Ахметова і з часом воно увійшло до очолюваної донецьким «Сарматом» пивоварної групи компаній.

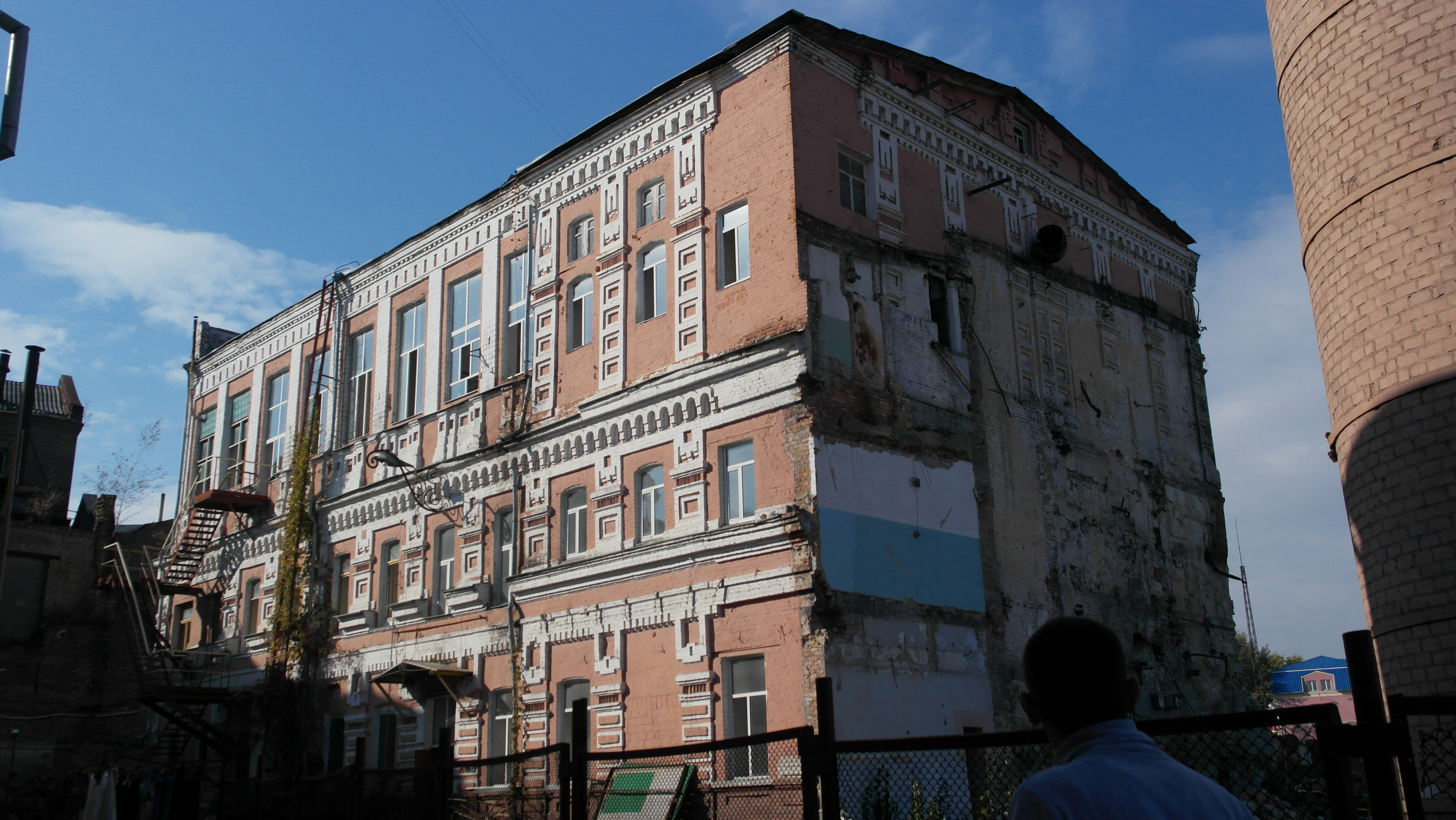
Пивзавод Й. Шульца, Київ, проспект Голосіївський, 8

2003 року власники пивзаводу ухвалили рішення про зупинку виробництва та продаж підприємства, при цьому головною цінністю цього активу визнавалася зайнята пивзаводом земельна ділянка площею 3,4 га у Києві. Останню варку пива було проведено 27 вересня 2003 року. Покупця знайти не вдалося, і 2007 року права власності на пивзавод були передані від пивоварної групи «Сармат» до іншого підрозділу SCM — компанії «Еста Холдинг», чиєю спеціалізацією є операції з нерухомістю та реалізація будівельних проектів.
Формальним завершенням історії Київського пивзаводу № 1 стало рішення Господарського суду м. Києва, яким 12 жовтня 2009 року підприємство було визнане банкрутом.
У червні 2010 року управління містобудування та архітектури КМДА видало ТОВ “Комплекс Жовтневий 40” МУО на проєктування будівництва на вказаній землі багатофункціонального комплексу громадського призначення. Які вихідні дані повинна мати ця будівля (чи будівлі), в МУО не уточнювалося – там було лише перераховано яких державних будівельних норм та вимог законодавства повинні дотримуватися забудовники. На той час ТОВ “Комплекс Жовтневий 40” також володіли компанії з орбіти “SCM”. Але жодних будівельних проєктів на цій землі так і не було реалізовано. 
За інформацією “Української правди”, у 2019 році це майно за рішенням Ріната Ахметова було “подароване кримськотатарській громаді для будівництва Київського кримськотатарського культурно-освітнього центру із мечеттю” (у судових матеріалах, нагадаємо, повідомлялося, що “передача” відбулася 1 серпня 2018). Тоді власник землі – ТОВ “Комплекс Жовтневий 40” – отримав нових кінцевих бенефіціарів, а новим власником будівель броварні Шульца стала БО “МБФ “Фонд національного добробуту Криму”.
“Комплекс Жовтневий 40” було “записано” на Рустема Умєрова – тодішнього помічника народного депутата та одного з лідерів кримськотатарської громади Мустафи Джємілєва. Того ж року Умєров був обраний народним депутатом від партії “Голос”, тож її новим власником став інший помічник Джемілєва – Рефат Умєров, який є двоюрідним братом Рустема. Надалі, у вересні 2022 року, Рустем Умєров очолив Фонд державного майна України, а 6 вересня 2023-го його було призначено на посаду Міністра оборони України, на якій він змінив Олексія Резнікова. 
Засновником “Фонду національного добробуту Криму” є благодійний фонд “Астем фаундейшн”, співзасновником якого наразі є Рефат Умєров. Раніше, у 2016-2019 роках, його співзасновником був все той же Рустем Умєров.
13 вересня 2023-го, Департамент охорони культурної спадщини КМДА прийняв вищезгаданий наказ №50, яким вніс Пивоварний завод родини Шульц до Переліку об`єктів культурної спадщини. У документі зазначалося, що об’єкт був створений у ХІХ столітті та збережений частково. При цьому, в наказі повідомлялося, що збережені будівлі “значною мірою зберегли автентичну матеріально-технічну структуру та історичні нашарування, загальну об’ємно-просторову композицію та деталі архітектурного оздоблення”. 
“Забудова комплексу становить цінність як рідкісний приклад промислової архітектури Києва, яка формувалась протягом кількох десятиліть, та містить стилістичні ознаки, характерні для такої архітектури (так званий «цегляний стиль»). Разом з колишнім казенним винним складом №2 (завод «Київгума») та Деміївською паровою фабрикою шоколаду і цукерок Валентина Єфімова (фабрика «Рошен») вплинули на формування характерної забудови історичної місцевості Деміївка. Має історичну цінність як такий, що пов`язаний з розвитком харчової промисловості Києва та України в цілому, з історією національних меншин Києва, зокрема – підприємців німецького походження родини Шульців”, – зазначалося в наказі.
23 липня 2024 року Шостий апеляційний адміністративний суд відновив пам’яткоохоронний статус комплексу будівель на просп. Голосіївському, 8, які більш відомі як броварня родини Шульца.
Так, в рамках відповідної справи №320/11627/24 власник цих будівель – благодійна організація (БО) «Міжнародний благодійний фонд (МБФ) «Фонд національного добробуту Криму» – намагався визнати протиправним та скасувати наказ Департаменту охорони культурної спадщини Київської міськдержадміністрації (КМДА) №50 «Про занесення об’єкта культурної спадщини до Переліку об’єктів культурної спадщини м. Києва» від 13 вересня 2023 року. Цим документом чиновники надали вказаним будівлям статус щойно виявленого об’єкта культурної спадщини і погодили направлення звернення до власника щодо необхідності укладання охоронного договору. Згадана БО змогла виграти в суді першої інстанції, але на таке рішення було подано відразу дві апеляційних скарги – їх підготували вищезазначений департамент КМДА і столичний адвокат і правозахисник Олександр Дядюк.

## Торговельна марка «Шульц»
Після приватизації пивзаводу у 1990-х на ньому було започатковано випуск пива під торговельною маркою «Шульц», впровадження якої мало на меті підкреслити давність пивоварних традицій підприємства та його зв'язок з німецьким засновником.
Пізніше ця торговельна марка почала використовуватися франчайзинговою компанією «Генрих Шульц», яка у рекламних матеріалах також визначає себе продовжувачем традицій засновника Київського пивзаводу та займається створенням мережі ресторанів-броварень на теренах України, Росії та Узбекистану.

## Продукція (1918-2003)
- «Російське», «Кабінетне», «Мартовське» (1918)
- «Чешское», «Світле №1», «Пільзенське», «Екстра», «Київське» (1930-і)
- «Киевское», «Московське», «Славянское» (1980-і)
- «Бровар», «Голосіївське» (світлі), «Деміївське» (темне) (1990-і)
- «Бровар», «Скіф», «Шульц», «Козак», «Лицар», «Козацьке», «Вертеп» (1990-2000-і)